# تشارلز بيدل شيبرد
تشارلز بيدل شيبرد هو محامي وسياسي أمريكي، ولد في 5 ديسمبر 1808 في نيوبيرن في الولايات المتحدة، وتوفي بنفس المكان في 25 أكتوبر 1843. نشط حزبياً في الحزب الديمقراطي وحزب اليمين. وقد انتخب عضو مجلس نواب كارولينا الشمالية ‏ وانتخب عضو مجلس النواب الأمريكي ‏.